# Марія Лупул
Ма́рія Лупу (Лу́пул) (Радзивілл)1625, Ясси — †1660, Слуцьк) — княгиня, друга дружина великого гетьмана литовського, кальвініста Януша Радзивілла.
Дочка молдавського господаря Васілє Лупу (Лупула) та його дружини — венеційки на прізвище Ґрілло (пол. Grillo). Її сестра Розанда була одружена з сином Богдана Хмельницького Тимофієм. 
Коли Януш Радзивілл і Марія хотіли побратися, не обішлося без труднощів, бо господар Василь Лупул (як турецький васал) був зобов'язаний спочатку отримати схвалення шлюбу від султана, яким несхвально ставився до шлюбу з представником роду Радзивіллів. Після завершення необхідних формальностей 15 лютого 1645 року вони побралися у Яссах, у Троїцькій церкві.
Марія Радзивілл померла бездітною в 1660 (або 1661) році, була похована у Спаській церкві Слуцька.

## Зображення

Марія Лупу (Лупул)
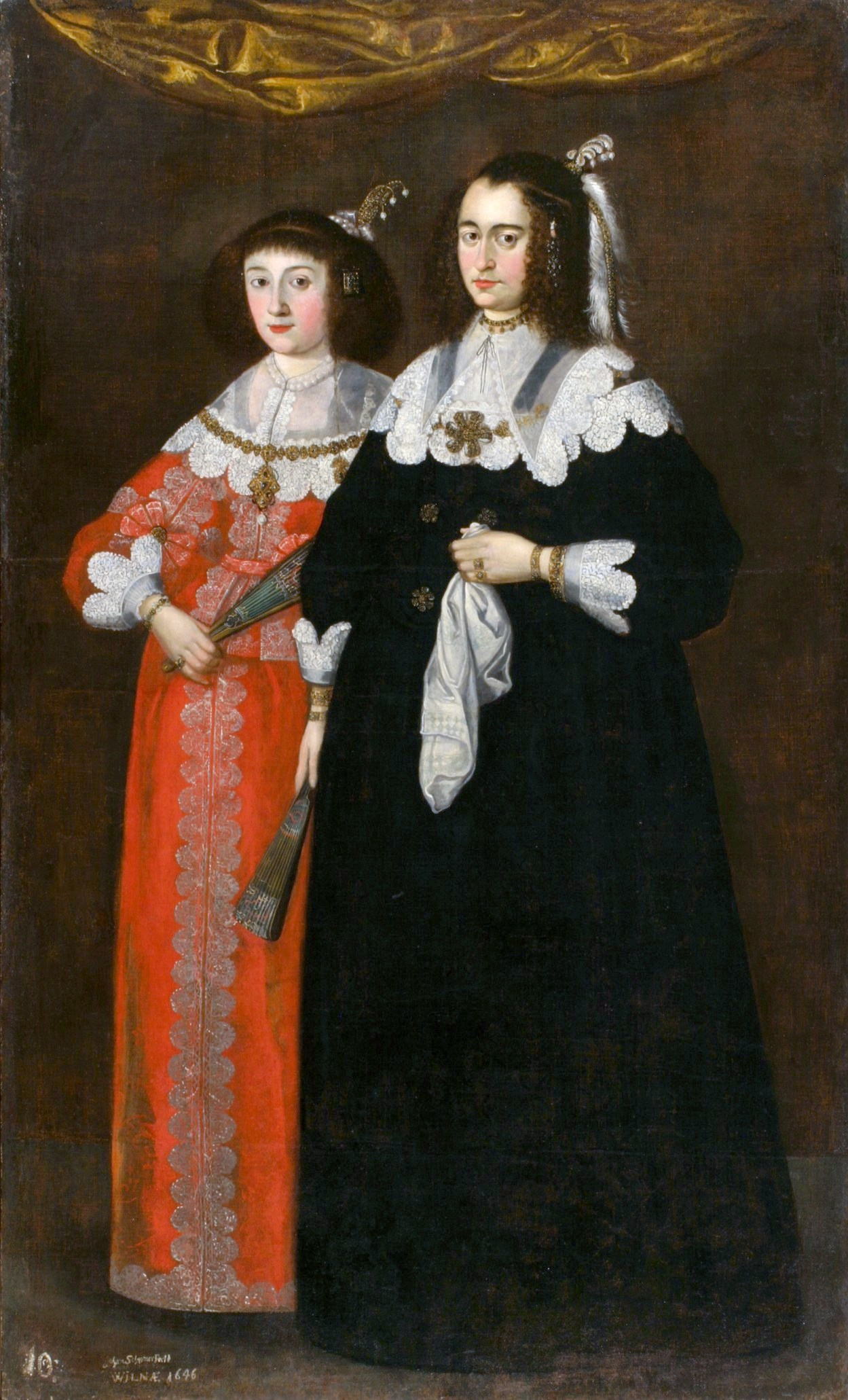
Марія Лупу, дружина Януша Радзивілла, 1640-і роки (справа).